# Chesham United FC
Chesham United FC (celým názvem: Chesham United Football Club) je anglický fotbalový klub, který sídlí ve městě Chesham v nemetropolitním hrabství Buckinghamshire. Založen byl v roce 1917 po fúzi klubů Chesham Generals FC a Chesham Town FC. Od sezóny 2018/19 hraje v Southern Football League Premier Division South (7. nejvyšší soutěž). Klubové barvy jsou červená a modrá.
Své domácí zápasy odehrává na stadionu The Meadow s kapacitou 5 000 diváků.

## Získané trofeje
- Berks & Bucks Senior Cup ( 16× )
  - 1921/22, 1925/26, 1928/29, 1933/34, 1947/48, 1950/51, 1964/65, 1966/67, 1975/76, 1991/92, 1992/93, 2000/01, 2003/04, 2007/08, 2013/14, 2017/18

## Úspěchy v domácích pohárech
Zdroj: 
- FA Cup
  - 3. kolo: 1979/80
- FA Amateur Cup
  - Finále: 1967/68
- FA Trophy
  - 4. kolo: 1998/99

## Umístění v jednotlivých sezonách
Stručný přehled
Zdroj: 
- 1947–1963: Corinthian League
- 1963–1973: Athenian League (Division One)
- 1973–1977: Isthmian League (Second Division)
- 1977–1986: Isthmian League (First Division)
- 1986–1987: Isthmian League (Second Division North)
- 1987–1991: Isthmian League (First Division)
- 1991–1995: Isthmian League (Premier Division)
- 1995–1997: Isthmian League (First Division)
- 1997–2003: Isthmian League (Premier Division)
- 2003–2004: Isthmian League (Division One North)
- 2004–2006: Southern Football League (Premier Division)
- 2006–2007: Southern Football League (Division One South & West)
- 2007–2010: Southern Football League (Division One Midlands)
- 2010–2018: Southern Football League (Premier Division)
- 2018–2024: Southern Football League (Premier Division South)
- 2024–: National League South

Jednotlivé ročníky
Zdroj: 
Legenda: Z - zápasy, V - výhry, R - remízy, P - porážky, VG - vstřelené góly, OG - obdržené góly, +/- - rozdíl skóre, B - body, červené podbarvení - sestup, zelené podbarvení - postup, fialové podbarvení - reorganizace, změna skupiny či soutěže
| Sezóny  | Liga                                              | Úroveň | Z  | V  | R  | P  | VG  | OG | +/- | B  | Pozice |
| ------- | ------------------------------------------------- | ------ | -- | -- | -- | -- | --- | -- | --- | -- | ------ |
| 2009/10 | Southern Football League (Division One Midlands)  | 8      | 42 | 24 | 8  | 10 | 76  | 41 | +35 | 80 | 4.     |
| 2010/11 | Southern Football League (Premier Division)       | 7      | 40 | 20 | 11 | 9  | 64  | 35 | +29 | 71 | 6.     |
| 2011/12 | Southern Football League (Premier Division)       | 7      | 42 | 21 | 10 | 11 | 76  | 53 | +23 | 73 | 4.     |
| 2012/13 | Southern Football League (Premier Division)       | 7      | 42 | 21 | 12 | 9  | 69  | 48 | +21 | 75 | 3.     |
| 2013/14 | Southern Football League (Premier Division)       | 7      | 44 | 29 | 5  | 10 | 102 | 47 | +55 | 92 | 2.     |
| 2014/15 | Southern Football League (Premier Division)       | 7      | 44 | 16 | 12 | 16 | 79  | 72 | +7  | 60 | 12.    |
| 2015/16 | Southern Football League (Premier Division)       | 7      | 46 | 18 | 10 | 18 | 72  | 70 | +2  | 64 | 11.    |
| 2016/17 | Southern Football League (Premier Division)       | 7      | 46 | 18 | 10 | 18 | 67  | 62 | +5  | 64 | 11.    |
| 2017/18 | Southern Football League (Premier Division)       | 7      | 46 | 21 | 11 | 14 | 85  | 61 | +24 | 74 | 8.     |
| 2018/19 | Southern Football League (Premier Division South) | 7      | 42 | 15 | 14 | 13 | 54  | 55 | -1  | 59 | 10.    |
| 2019/20 | Southern Football League (Premier Division South) | 7      | 33 | 21 | 3  | 9  | 70  | 44 | +26 | 66 | 2.     |
| 2020/21 | Southern Football League (Premier Division South) | 7      | 7  | 3  | 3  | 1  | 6   | 4  | +2  | 12 | 7.     |
| 2021/22 | Southern Football League (Premier Division South) | 7      | 42 | 22 | 11 | 9  | 80  | 50 | +30 | 77 | 6.     |
| 2022/23 | Southern Football League (Premier Division South) | 7      | 42 | 23 | 10 | 9  | 88  | 57 | +31 | 79 | 5.     |
| 2023/24 | Southern Football League (Premier Division South) | 7      | 42 | 28 | 6  | 8  | 83  | 46 | +37 | 90 | 1.     |